# 2015年韦科枪击案
2015年5月17日中午，美国德克薩斯州韋科的一家双峰连锁餐厅发生枪击案。两个飞车党的成员因琐事发生纠纷，纠纷随后升级为枪战，8人当场死亡，1人送医后死亡，另外还有18人受伤。涉案的至少有5个帮派，帮众150至200人。警方击毙1人，逮捕3人。在枪击案发生后，共有177人被警方逮捕，其中106人被控诉涉嫌“从事有组织犯罪活动”（engaging in organized criminal activity）。

## 事件经过
当天，两个飞车党“班得杜斯”和“哥萨克”在韋科的一家双峰连锁餐厅聚会。两个帮派本来在讨论人员招募、地盘划分的问题。然而，12时15分左右，两个帮派由于琐事产生争执。冲突首先在餐厅的厕所爆发，随后蔓延至餐厅大厅，后来又蔓延到停车场。起初，两个帮派只是用砍刀、铁链、棍棒互殴。但是，在有人被打倒之后，有帮派成员掏出手机拨打电话请求支援。求援电话打出不久，两个帮派的很多成员骑着摩托车赶到了双峰餐厅。到场的帮派成员有150至200人，至少5个帮派牵涉其中。两个帮派的成员在停车场相见之后便开枪相互射击，不时有帮众倒地。
警方早已知悉有帮派成员在双峰连锁餐厅聚会，德克薩斯州警察和韋科警察事前就在餐厅外戒备。枪战开始后，警方试图开枪控制局势。警方发言人称，警察的行动控制了死亡人数的上升。警察介入后，帮众并未立即停止射击，反而还向警察开枪。警察击毙了一名向警察开枪的帮众，三名没有来得及撤离的飞车党人被捕。枪击事件造成8人当场死亡，1人伤势过重送医后不治，另外还有18人受伤。18名伤者已经全部被送到当地医院接受治疗，其中有2人伤势较重。据目击者称，飞车党人有枪约30支，打了大约100发子弹。
分析认为，此次枪击事件的起因可能是两帮派的成员因为餐厅的女服务员争风吃醋。双峰连锁餐厅的特色是服务员全是女性，而且衣着暴露。餐厅每周举行一次“飞车党之夜”，并选出一名女服务员为“选美冠军”，接受飞车党的欢呼。枪击事件发生后，警方关闭了德克薩斯州大部分的双峰连锁餐厅。警方还建议普通人不要前往双峰连锁餐厅，因为警方估计近期会有飞车党人前往双峰连锁餐厅维护帮派利益。